# 강릉군 을
강릉군 을은 대한민국의 옛 국회의원 선거구이다. 당시 강원도 강릉군의 일부 지역을 관할했다.

## 역사
제헌 국회의원 선거를 앞두고 강릉군 구정면, 성산면, 왕산면, 경포면, 사천면, 연곡면, 주문진읍, 현남면, 신서면을 관할하는 선거구로 신설되었다.
1955년 9월, 강릉군 강릉읍, 성덕면, 경포면이 강릉시로 승격되었다. 이와 함께 잔여 강릉군 지역은 명주군으로 개칭되었다. 이에 제4대 국회의원 선거를 앞두고 강릉시 선거구와 명주군 선거구로 분리되면서 폐지되었다.

## 역대 국회의원
| 선거   | 정당 | 정당               | 의원   |
| ------ | ---- | ------------------ | ------ |
| 1948년 |      | 대한독립촉성국민회 | 최헌길 |
| 1950년 |      | 민주국민당         | 최헌길 |
| 1954년 |      | 무소속             | 박용익 |

## 역대 선거 결과

### 대한민국 제헌 국회의원 선거
|  | 53.20% |

|  | 46.79% |

### 대한민국 제2대 국회의원 선거
|  | 100.00% |

|  | 0% |

|  | 0% |

|  | 0% |

|  | 0% |

|  | 0% |

|  | 0% |

### 대한민국 제3대 국회의원 선거
|  | 62.06% |

|  | 37.93% |